# Micascisto
Il micascisto è una roccia metamorfica formata per metamorfismo regionale di medio grado (tra 500 - 700 °C di temperatura, e 3 - 10 Kbar di pressione). È in prevalenza una roccia a grana media o grossa con tessitura marcatamente scistosa,  a volte piana, ma più spesso ondulata ed irregolare per la presenza di quarzo. Il colore varia dal grigio argento al bruno a seconda della quantità di mica biotite presente.
I micascisti compaiono in tutte le aree che sono state interessate dal sollevamento orogenico e particolarmente in quelle dove l'erosione ha portato alla luce gli strati più profondi. Un esempio di micascisti si trova in Val Sangone.

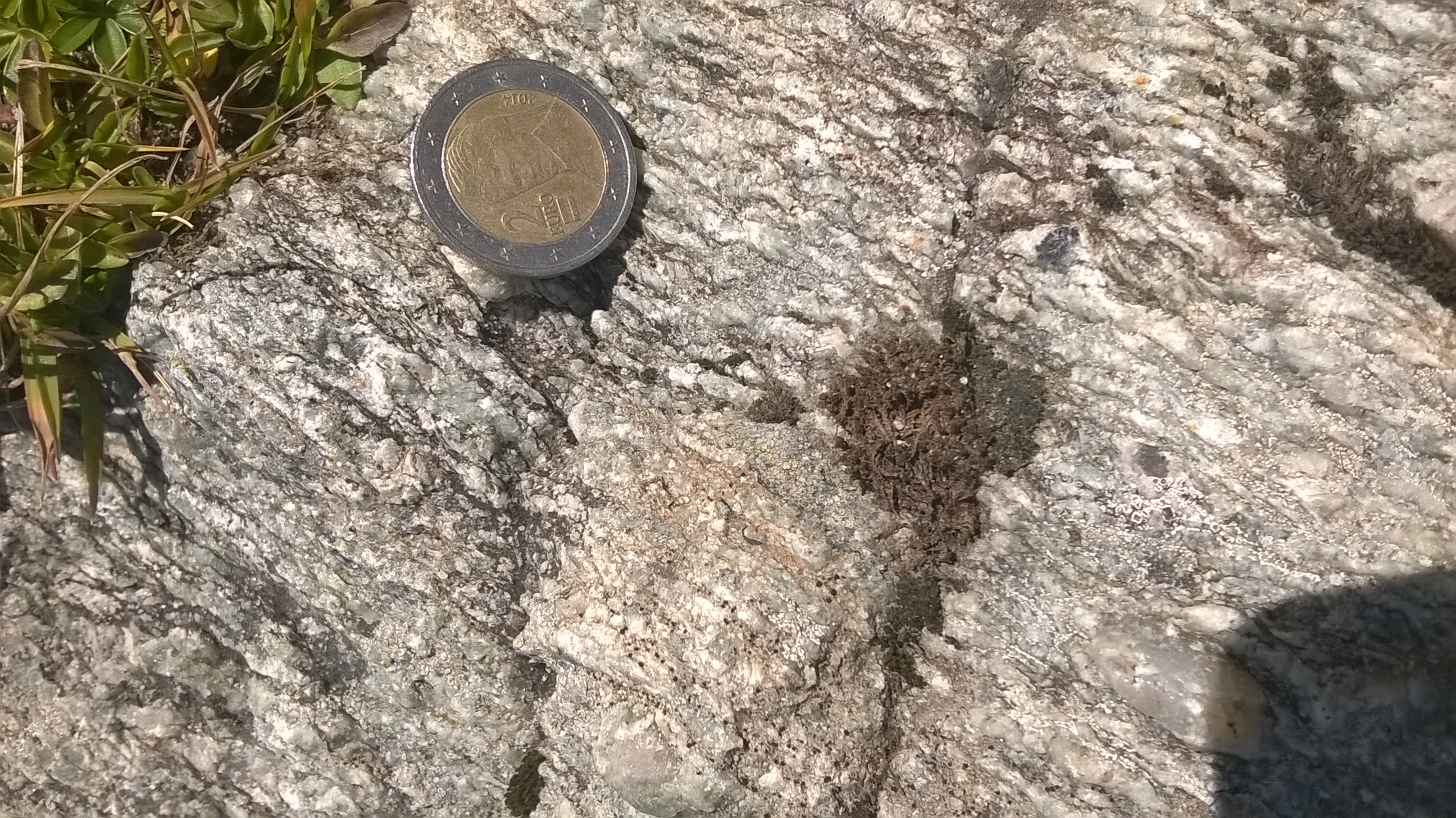
Micascisto a mica chiara con struttura gneissica, Gruppo d'Ambin, Val di Susa